# 旭志村
旭志村（きょくしむら）は、熊本県菊池郡にあった村である。ほたるの里として知られた。
2005年3月22日、菊池市および菊池郡泗水町、七城町と新設合併し、新市制による菊池市となった。かつての村域は菊池市旭志となっている。

## 沿革
- 1956年（昭和31年）5月1日 - 菊池郡旭野村・北合志村が新設合併し、新村制による旭志村が発足。
- 1956年（昭和31年）8月1日 - 護川村川辺・尾足が旭志村に編入。
- 1990年（平成2年）3月1日 - 菊池郡泗水町と境界変更。
- 1997年（平成9年）
  - 3月1日 - 菊池市と境界変更。
  - 6月1日 - 菊池郡大津町、泗水町と境界変更。
- 1998年（平成10年）
  - 6月1日 - 菊池郡大津町と境界変更。
  - 9月1日 - 菊池市と境界変更。
- 2002年（平成14年）9月1日 - 菊池市と境界変更。
- 2005年（平成17年）3月22日 - 菊池市、菊池郡泗水町・七城町と合併し、菊池市となる。

## 教育
- 旭志村立旭志中学校（現・菊池市立旭志中学校）
- 旭志村立旭志小学校（現・菊池市立旭志小学校）

## 経済

### 産業

#### 農業
従来は米麦・タバコ栽培・養蚕・赤牛飼育という農業形態であったが、1950年代後半から、畑作と結び付いた酪農が伸び、飼料畑・牧草栽培が普及し、県内有数の畜産地帯になる。

#### 工業
国道325号整備・連接する主要地方道改修等、1960年代後半から、工業の振興を図る。

## 交通

### 道路
一般国道
- 国道325号

県道
- 熊本県道23号菊池赤水線

道の駅
- 旭志